# Liparoscella
Liparoscella is een geslacht van rechtvleugeligen uit de familie sabelsprinkhanen (Tettigoniidae). De wetenschappelijke naam van dit geslacht is voor het eerst geldig gepubliceerd in 1933 door Hebard.

## Soorten
Het geslacht Liparoscella  is monotypisch en omvat slechts de volgende soort:
- Liparoscella modesta (Brunner von Wattenwyl, 1895)